# 1659 au théâtre
| Années du théâtre : 1656 - 1657 - 1658 - 1659 - 1660 - 1661 - 1662    |
| Décennies du théâtre : 1620 - 1630 - 1640 - 1650 - 1660 - 1670 - 1680 |

## Pièces de théâtre publiées
- Pierre Corneille, Œdipe, tragédie, Paris, Augustin Courbé et Guillaume de Luyne, 12-90 p. (En ligne sur Gallica).
- Dorimond, Le Festin de Pierre, ou le fils criminel, tragi-comédie, Lyon, Antoine Offray, 10-108 p.

## Pièces de théâtre représentées
- 24 janvier : Œdipe, tragédie de Pierre Corneille, théâtre de l'Hôtel de Bourgogne, Paris.
- 18 avril : Le Médecin volant, farce de Molière, au Louvre, Paris[1].
- 14 juin : Le Dépit amoureux, comédie de Molière, Théâtre du Petit-Bourbon, Paris.
- août : Le Festin de Pierre, ou le fils criminel, tragi-comédie en vers de Villiers, seconde adaptation française de la légende de Don Juan.
- 18 novembre : Les Précieuses ridicules, comédie de Molière, Théâtre du Petit-Bourbon, Paris.

## Naissances
- 18 octobre : 
  - Niccolò Amenta, poète et dramaturge italien, mort le 21 juillet 1719.
  - Hilaire-Bernard de Longepierre, auteur dramatique français, mort le 30 mars 1731.